# Georgette Gagneux
Georgette Gagneux, född 17 juni 1907 i Étampes, död 1 april 1931 i Chamonix-Mont-Blanc, var en fransk friidrottare med kortdistanslöpning som huvudgren. Gagneux var världsrekordhållare och blev bronsmedaljör vid de tredje Monte Carlospelen 1923 och var en pionjär inom damidrotten.

## Biografi
Georgette Gagneux föddes 1907 i mellersta Frankrike. Under ungdomstiden var hon aktiv friidrottare och gick senare med i kvinnoidrottsföreningen "Fémina Sport" i Paris. 1925 började hon tävla för "Golf Club de Paris" och från 1927 tävlade hon för "Linnets Saint-Maur" (grundad 1920) i Saint-Maur-des-Fossés. Hon tävlade främst i kortdistanslöpning men även i kastgrenar och hoppgrenar.
1923 deltog hon vid den andra damolympiaden i Monte Carlo. Under idrottsspelen vann hon bronsmedalj i löpning 60 meter. Senare samma år deltog hon i sina första franska mästerskap (Championnats de France d'Athlétisme - CFA) då hon tog guldmedalj i löpning 80 meter vid tävlingar 15 juli i Bourges. 1924 tog hon silvermedalj i samma gren vid mästerskapen 14 juli på Pershingstadion i Paris.
1925 blev hon fransk mästare i längdhopp och bronsmedaljör i löpning 80 meter vid tävlingar 12 juli på Stade du Métropolitan i Colombes. 1926 tog hon silvermedalj i löpning 80 meter och längdhopp vid franska mästerskapen 14 juli i Bry-sur-Marne. 1927 upprepade hon samma placeringar vid mästerskapen 10 juli i Roubaix.
1924 deltog hon vid Damolympiaden 1924 den 4 augusti på Stamford Bridge i London. Under idrottsspelen vann hon silvermedalj i stafettlöpning 4 x 220 yards (med Marguerite Radideau, Georgette Gagneux som andre löpare, Andrée Darreau och Germaine Darreau). 
Den 20 juni 1926 satte hon världsrekord i stafettlöpning 10 x 100 meter (med bl a Georgette Gagneux som förste löpare) med tiden 2:19,6 minuter vid klubbtävlingar i Paris. Den 6 juli samma år satte hon även världsrekord i stafettlöpning 4 x 75 meter (med Georgette Gagneux som förste löpare, Geneviève Laloz, Simone Chapoteau och Marguerite Radideau) med tiden 38,8 sekunder vid en landskamp i Prag.
1928 blev hon åter fransk mästare i längdhopp vid tävlingar 15 juli på Porte Dorée i Paris. Hon tog även silvermedalj i löpning 100 meter och klarade en 4.e plats i kulstötning. Den 15 juli  satte hon även världsrekord i stafettlöpning 4 x 100 meter (med Gagneux som förste löpare, Lucienne Velu, Simone Warnier och Marguerite Radideau) vid tävlingar i Paris. Senare samma år deltog vid Olympiska spelen i Amsterdam där hon kom på 3:e plats i semifinalen på 100 meter samt på 4:e plats i stafetten 4 x 100 m (med Gagneux som förste löpare, Yolande Plancke, Marguerite Radideau och Lucienne Velu).
1929 blev hon åter fransk mästare i längdhopp och löpning 80 meter samt kulstötning och tog silvermedalj i höjdhopp vid tävlingar 29-30 juni i Saint-Maur-des-Fossé. Under samma tävling blev hon även fransk mästare i trekamp (grenar 100 m, höjdhopp och spjutkastning).
Gagneux drabbades senare av sjukdom och drog sig tillbaka från tävlingslivet 1930; hon dog 1931 i Saint-Maur-des-Fossés endast 23 år gammal.
1932  hedrades Gagneux med en minnesstaty (skapad av konstnären Chana Orloff) i Paris.